# Richard Wilson (regista)
Richard Wilson (McKeesport, 25 dicembre 1915 – Santa Monica, 21 agosto 1991) è stato un regista cinematografico, attore e sceneggiatore statunitense.
Era anche produttore strettamente associato a Orson Welles e al Mercury Theatre. Si laureò all'Università di Denver.
Morì nel 1991 per un tumore al pancreas.

## Filmografia parziale
- La signora di Shanghai (The Lady from Shanghai), 1947 - attore e produttore
- La spada di Damasco (The Golden Blade), 1953 - produttore
- Sangue caldo (Man with the Gun), 1955 - regista
- The Kettles in the Ozarks, 1956 - produttore
- The Big Boodle, 1957 - regista
- Vento di passioni (Raw Wind in Eden )1958 - regista
- Al Capone (Al Capone) 1959 - regista
- Pagare o morire (Pay or Die) 1960 – regista e produttore
- Invito ad una sparatoria (Invitation to a Gunfighter)  1964 - regista e produttore
- Three in the Attic 1968 - regista e produttore
- È tutto vero (It's All True), uno dei tre episodi girati in Brasile da Orson Welles su commissione della RKO per dimostrare le buone relazioni tra gli Stati Uniti e i paesi sudamericani durante la seconda guerra mondiale, ripreso nel 1993 - produttore